# Giulia Guerrini
Giulia Guerrini (n. 4 septembrie 1996, Milano, Italia) este o actriță italiană cea mai cunoscută pentru rolul ei de Rebecca Guglielmino în Alex & Co.

## Biografie
Giulia Guerrini s-a născut în Milano, Italia. Ea are un frate mai mic pe nume Gianluca. Ea a avut o relație cu Jody Cecchetto, actorul care îl înfățișează pe Jody. Serialele sale de televiziune preferate sunt Pretty Little Liars, Friends și Once Upon A Time. Cântăreața ei preferată este Demi Lovato. Cel mai bun prieten al ei este Leonardo Cecchi. A studiat teatrul muzical, grafică și comunicare. Ea a participat la premiile Radio Music Music 2016 cu Beatrice Vendramin. Scena din Alex & Co. care i-a plăcut cel mai mult în care a fost filmată e cea în care cântă cu Federico Russo. Ea vorbește limba spaniolă. Poate cânta la chitară. S-a mutat în Spania în decembrie 2016 pentru a filma Mónica Chef, în care joacă unul dintre personajele principale. Colegul ei de lucru în Alex & Co.,Riccardo Alemanni îl interpretează pe fostul iubit al personajului său, Alessandro.Din 2019 interpretează rolul Chiarei Callegri în serialul Disney BIA și în prezent are o relație cu Guido Messina care face parte și el din acceeași producție în care îl joacă pe Alex Gutierrez.

## Filmografie
| Ani         | Titluri     | Roluri              |
| ----------- | ----------- | ------------------- |
| 2015 – 2017 | Alex & Co   | Rebecca Guglielmino |
| 2016        | Radio Alex  | Rebecca Guglielmino |
| 2017        | Mónica Chef | Barbara Petersoli   |
| 2019        | Bia         | Chiara Callegri     |